# Енес Демирович
Енес Демирович (босн. Enes Demirović, нар. 13 червня 1972, Витез) — боснійський футболіст, що грав на позиції півзахисника.
Виступав, зокрема, за клуб «Гориця», а також національну збірну Боснії і Герцеговини.

## Клубна кар'єра
У дорослому футболі дебютував 1994 року виступами за словенську команду «Триглав», в якій провів один сезон, взявши участь в 11 матчах чемпіонату. 1995 року перейшов у інший місцевий клуб «Гориця», з якою у першому ж сезоні став чемпіоном Словенії, а потім і Суперкубок країни.
Протягом 1998 року грав за хорватський «Хайдук» (Спліт) та турецький «Аданаспор», після чого півтора роки грав за «Істанбулспор».
Згодом з 2000 по 2005 рік грав у складі ізраїльських команд «Хапоель» (Петах-Тіква), «Хапоель» (Кфар-Сава) та «Хапоель» (Кір'ят-Шмона).
2005 року повернувся до клубу «Гориця», за який відіграв ще 6 сезонів. Більшість часу, проведеного у складі «Гориці», був основним гравцем команди і 2006 року знову виграв чемпіонат країни. 
Завершував кар'єру футболіста виступами за нижчолігові словенські команди «Брда» (Доброво) та «Адрія» (Мірен).

## Виступи за збірну
30 листопада 1995 року дебютував в офіційних матчах у складі національної збірної Боснії і Герцеговини в історичній першій офіційній грі збірної проти Албанії, яку боснійці програли 0:2.
Останній матч за збірну провів 2 червня 2001 року у відбірковому матчі до чемпіонату світу 2002 року проти Іспанії (1:4). Загалом протягом кар'єри в національній команді, яка тривала 7 років, провів у її формі 13 матчів.

## Досягнення
- Чемпіон Словенії (2): 1995/96, 2005/06
- Володар Суперкубка Словенії (1): 1996